# Praia

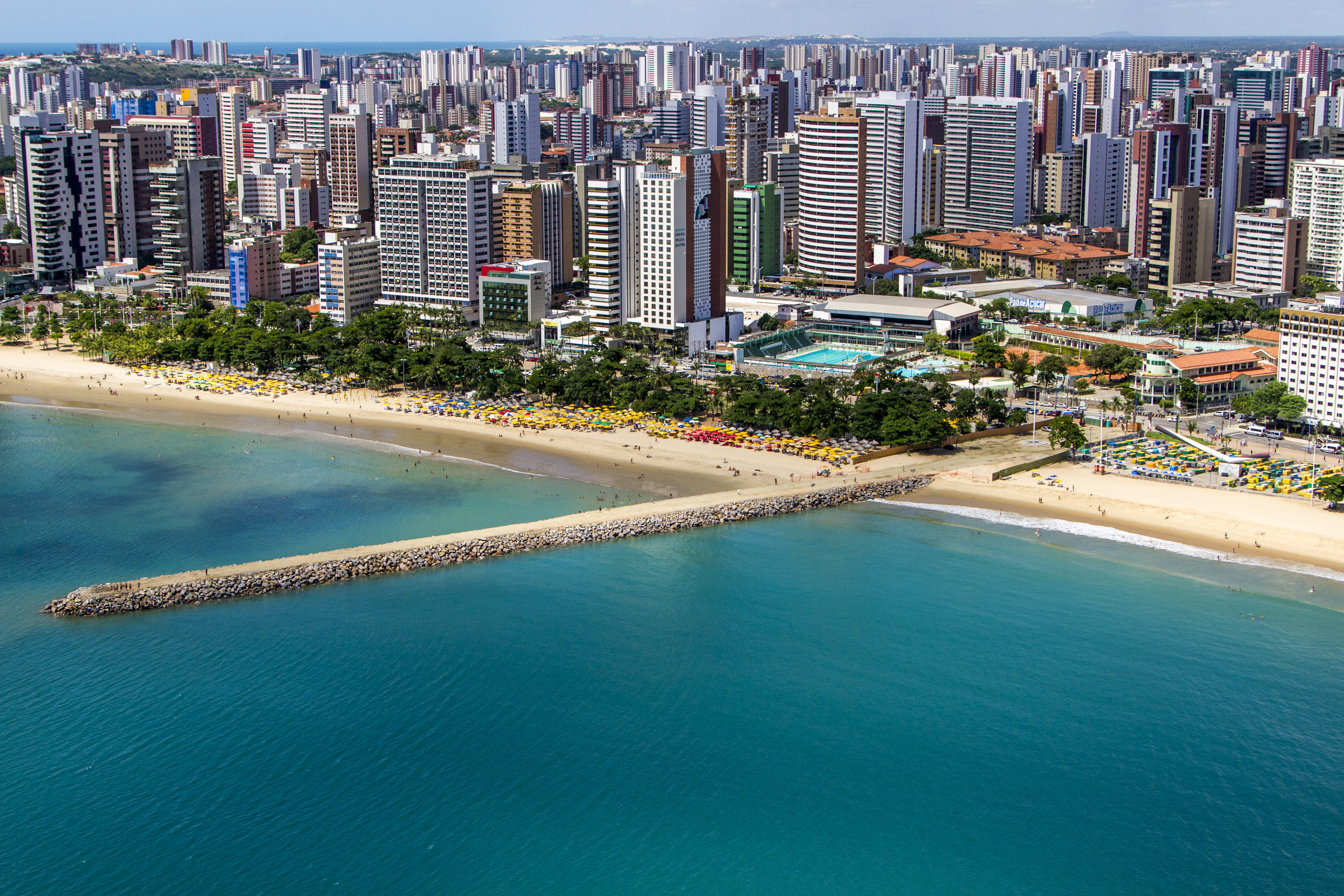
Praia de Iracema em Fortaleza, Brasil.

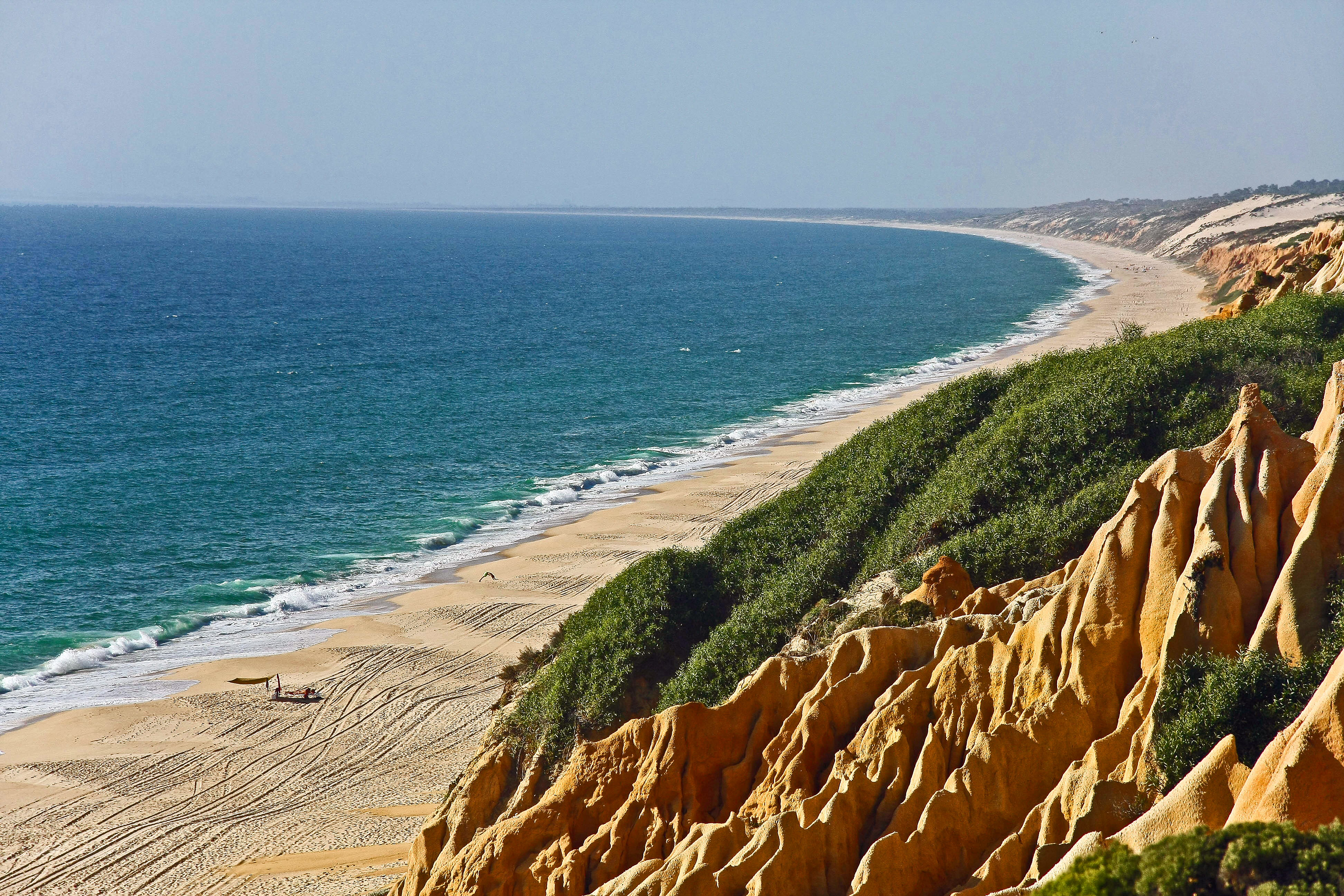
Praias da Galé-Fontainhas e do Pinheirinho, Portugal.

Uma praia (do latim tardio plagia) é uma formação geológica composta por partículas soltas de mineral ou rocha na forma de areia, cascalho, seixo ou calhaus ao longo da margem de um corpo de água (rio ou oceano), seja uma costa ou praia fluvial.
Também é conhecida como fralda do mar ou pancada do mar.

## Praias oceânicas
As praias arenosas oceânicas sofrem grandes influências das marés e das ondas. Nestas praias, podem distinguir-se as zonas abaixo descritas:
- Zona de Arrebentação - é a parte da praia onde as ondas "arrebentam" ou se "quebram". Se houver bancos de areia afastados da praia, podem ocorrer outras zonas de arrebentação sobre estes.
- Zona de Varrido - é a parte da praia "varrida" pelas ondas periodicamente. Está entre os limites máximo e o mínimo da excursão das ondas sobre a praia. Logo após esta zona, pode ocorrer uma parte onde se acumulam sedimentos - a berma. Devido às marés e às tempestades e ressacas, esta parte da praia pode avançar e regredir.

As praias oceânicas costumam ser divididas da seguinte maneira:
- Rasas: São planas e têm areia fina, firme e geralmente escura. As ondas quebram longe da faixa de areia e a profundidade vai aumentando, gradualmente, conforme vai se afastando mar adentro. No Brasil, esse tipo de praia é o mais comum no Estado de São Paulo, com algumas notáveis exceções como a de Maresias.
- De tombo: São inclinadas e têm areia grossa e clara. A profundidade aumenta abruptamente entre a faixa de areia e a água, e as ondas quebram muito próximas das praias de areia. Costumam ser as preferidas para a prática de esportes náuticos como o surfe. No Brasil, esse tipo de praia é mais comum no Estado do Rio de Janeiro.

## Praias fluviais

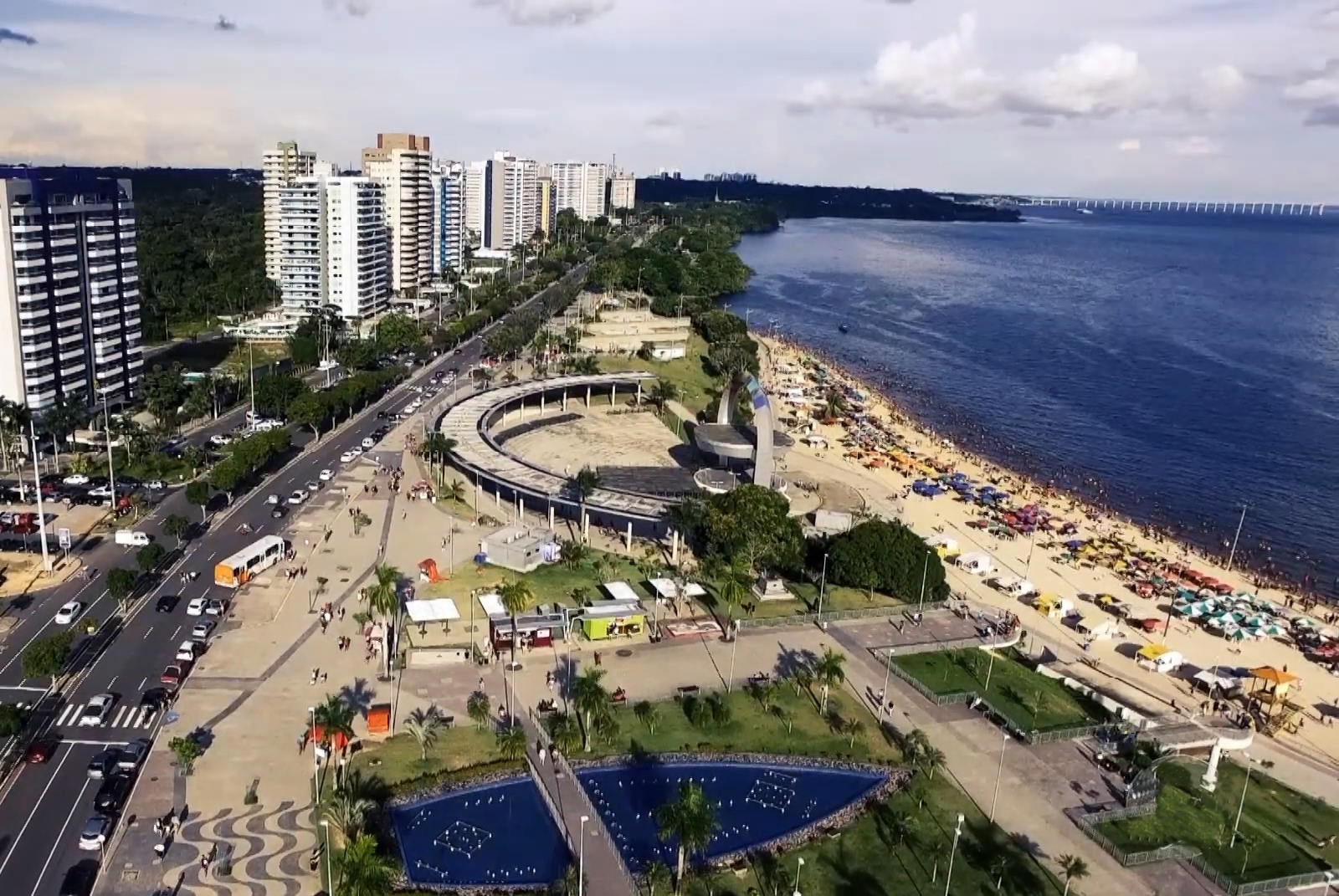
Praia da Ponta Negra, em Manaus, Brasil.

As praias fluviais sofrem as influências das cheias dos rios e dos sedimentos trazidos por eles. Estas praias podem desaparecer durante as cheias. Já na época da estiagem, podem se tornar bem extensas.
São muito comuns na Amazônia, em função da variedade de rios extensos e largos, formando grandes faixas de areia, como é o caso da Praia da Ponta Negra, em Manaus.

## Uso humano

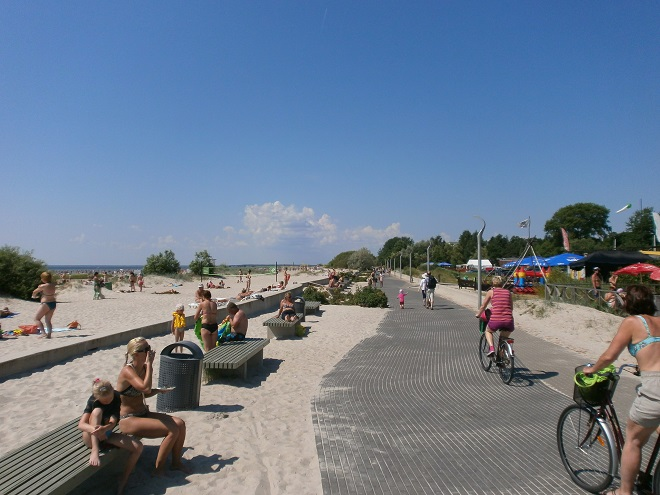
Pärnu, capital do verão da Estônia, é especialmente conhecida por suas praias de areia no Mar Báltico, tornando-a um dos destinos de viagem mais populares.

Para além de particularmente adequadas para certas práticas piscatórias, as praias são locais de eleição para atividades recreativas relacionadas a banhos de mar e sol, ao surfe e à natação, devido à facilidade e risco relativamente baixo de acesso ao mar, sendo, geralmente, locais de grande importância turística.
Esta utilização pode dar-se tanto ao longo de todo o ano, como concentrada numa época balnear específica.